# Жуково (Воскресенский район)
Жуково — бывшая деревня в Воскресенском районе Московской области.  Сейчас восточная часть деревни Ёлкино.
Деревня располагалась у речки Медведки. На северо-западе находилось сельцо Хорлово, на востоке — Клатково.

## История
В 1852 году в деревне Жуково  находилось 14 дворов. Деревня входила в собственность помещика Флейшина. На речке Медведка располагались 2 мукомольные мельницы.
В 1926 году деревня Жуково входило в Ёлкинский сельсовет Колыберовской волости Коломенского уезда Московской губернии.
В XX веке Жуково было присоединено к Ёлкино.

## Население
В 1926 году в Жуково числилось 152 мужчины и 163 женщины (315 человек), проживающих в 68 крестьянских дворах.